# Parlatoria tsugicola
Parlatoria tsugicola är en insektsart som beskrevs av Sadao Takagi 1977. Parlatoria tsugicola ingår i släktet Parlatoria och familjen pansarsköldlöss.
Artens utbredningsområde är Nepal. Inga underarter finns listade i Catalogue of Life.